# Amaguq
Amaguq, na mitologia inuíte, é o deus dos lobos e das trapaças. Na língua inuíte, amaguq é a palavra para lobo.